# Liste der brasilianischen Botschafter in Mali
Die Botschaft befindet sich in Bamako.

## Geschichte
Im Oktober 2007 dekretierte Luiz Inácio Lula da Silva die Eröffnung der Botschaft in Bamako.
Von 2002 bis 2007 stieg das Handelsvolumen von Brasilien mit Westafrika von 5 auf 15 Mrd. USD.
Vor diesem Hintergrund soll die Botschaft in Bamako einer Steigerung und Diversifizierung des Handels dienen. Von 2004 auf 2006 konnte eine Verdoppelung des Handelsvolumens mit Mali auf 16 Millionen USD beobachtet werden. Der Export aus Mali nach Brasilien bestand zu 98,4 % (4,5 Mio. USD) aus Baumwolle. Mit Burkina Faso, dem Tschad und Benin bemüht sich Mali als Cotton-4 in der Welthandelsorganisation gegen die Subventionen der Baumwollproduktion in der EU und den USA.
| Ernannt       | Name                                  | Bemerkungen | Mensagem Senado Federal | im Senat des Nationalkongress vorgestellt am | ernannt von               | akkreditiert während der Regierung von | Posten verlassen |
| ------------- | ------------------------------------- | --- | ----------------------- | -------------------------------------------- | ------------------------- | -------------------------------------- | ---------------- |
| 22. Aug. 1990 | Italo Miguel Alexandre Mastrogiovanni | Amtssitz in Abidjan | MSF 80 de 1990          |                                              | Fernando Collor de Mello  | Moussa Traoré                          |                  |
| 23. Dez. 1996 | Luiz Brun de Almeida e Souza          | Amtssitz in Abidjan | MSF 233 de 1996         | 5. Dez. 1996                                 | Fernando Henrique Cardoso | Ibrahim Boubacar Keïta                 |                  |
| 30. Dez. 2003 | Fausto Orlando Campello Coelho        | Amtssitz in Abidjan | MSF 191 de 2002         | 9. Dez. 2003                                 | Luiz Inácio Lula da Silva | Ahmed Mohamed Ag Hamani                |                  |
| 15. Mai 2008  | Jorge José Frantz Ramos               | (* 10. Oktober 1955 in Vitória) Sohn von Lygia emília Frantz Ramos und Mário Manoel Schlemm Ramos, Studium der Rechtswissenschaft an der Universität Brasília am 28. November 1980 abgeschlossen, CPCD des Rio Branco-Institut am 21. Januar 1981 absolviert, 13. September 1985 Gesandtschaftssekretär dritter Klasse in Bogotá, 17. Februar 1989: Gesandtschaftssekretär zweiter Klasse in Bonn, 1. Juni 1994 Bereichsleiter der Agência Brasileira de Cooperação, 7. März 2005 Gesandtschaftsrat in Stockholm. | MSF 58 de 2008          | 22. Apr. 2008                                | Luiz Inácio Lula da Silva | Modibo Sidibé                          |                  |
| 19. Mai 2015  | João Alberto Dourado Quintaes         | [ 5 ] | MSF 6 de 2015           | 27. Mai 2015                                 | Dilma Rousseff            | Modibo Keïta (Politiker, 1942)         |                  |